# (810) Atosa
(810) Atosa es un asteroide perteneciente al cinturón de asteroides descubierto el 8 de septiembre de 1915 por Maximilian Franz Wolf desde el observatorio de Heidelberg-Königstuhl, Alemania.
Está nombrado en honor de Atosa, reina consorte de Persia.

## Características orbitales
Atosa forma parte de la familia asteroidal de Flora.